# 제주 토끼섬 문주란 자생지
제주 토끼섬 문주란 자생지는 대한민국의 천연기념물이다. 원래 이름은 '제주도 구좌읍 문주란 자생지'였으나 2008년 4월 15일 현재의 명칭으로 변경되었다.

## 개요
문주란은 일본·중국·인도·말레이시아·한국 등에 분포하고 있다. 연평균 온도가 15 °C, 최저온도가 －3.5 °C 이상인 환경에서 자라기 때문에 우리나라에서는 제주도의 토끼섬에서만 자라고 있다. 꽃은 흰색으로 7∼9월에 피는데, 이 꽃이 활짝 피는 것은 밤중이며 향기가 강하게 난다.
문주란 자생지는 제주도 하도리 해안에서 50m쯤 떨어진 토끼섬에 위치하고 있다. 섬 주변은 바위로 둘러 싸여 있으며, 안쪽으로 형성된 모래땅에 문주란 군락이 형성되어 있다. 이 자생지는 한때 많이 파괴되었으나 지금은 사람들의 노력으로 대부분의 지역에 문주란이 빽빽하게 자라고 있다.
이곳은 대한민국에서 유일한 문주란 자생지로서 기후로 보아 분포의 북쪽 한계 지역이기 때문에 학술연구상 가치가 높아 천연기념물로 지정·보호하고 있다.

## 참고 자료
- 제주 토끼섬 문주란 자생지 - 국가유산청 국가유산포털
- "한국에서 유일하게 여기만 있어요" 7월에 볼 수 있는 문주란 군락지 여행지 - 여행타임즈